# پسته (سرده)
پسته (نام علمی: Pistacia) نام یک سرده از تیره پسته‌ایان است.
درختی یا درختچه‌ای معطر با نُه گونهٔ بومی اوراسیا و دو گونه که یکی در جنوب غربی امریکای شمالی و دیگری در جزایر قناری است؛ صمغ‌ شیرین دو درخت مصطکی و پسته کوهی که به این سرده تعلق دارند در پزشکی کاربرد دارد.

## گونه ها
- بنه Pistacia atlantica
- پسته Pistacia vera
- پسته چینی Pistacia chinensis
- پسته کوهی Pistacia terebinthus
- پسته مکزیکی Pistacia mexicana
- پیستاکیا اینتگریما Pistacia integerrima
- مصطکی (درخت) Pistacia lentiscus
- Pistacia afghanistania
- Pistacia atlantica
- Pistacia badghysi
- Pistacia cucphuongensis
- Pistacia eurycarpa
- Pistacia falcata
- Pistacia khinjuk
- Pistacia malayana
- Pistacia narbonnensis
- Pistacia palaestina
- Pistacia saportae
- Pistacia weinmannifolia